# Hongdu L-15 Falcon
El Hongdu L-15 Falcon (猎鹰) es una aeronave supersónica de avión de entrenamiento a reacción avanzado y caza ligero del tipo Lead-In Fighter Trainer (LIFT), de alta maniobrabilidad,  desarrollado en forma independiente por la empresa Hongdu Aviation Industry Corporation (HAIG), en la ciudad de Nanchang, provincia de Jiangxi, República Popular China, para cumplir los requisitos de la Fuerza Aérea del Ejército Popular de Liberación (PLAAF) y de la Fuerza Aérea Naval del Ejército Popular de Liberación (PLANAF), y para ambos componentes equivalentes dentro de las Fuerzas Armadas de Pakistán.

## Diseño y desarrollo
El L-15 es una moderna aeronave de entrenamiento avanzado, ligero, bimotor y de diseño biplaza, actualmente bajo desarrollo por la empresa Hongdu Aviation Industry Corporation, con sede en la ciudad de Nanchang. El avión hizo su primer vuelo de prueba el 13 de marzo de 2006. En el desarrollo se acudió a la empresa aeronáutica rusa Yakovlev, razón por la cual comparte similitudes con el Yak-130 empleado por la Federación Rusa. 
El diseñador general del aeroplano es Mr. Zhang Hong (张弘), y el desarrollo de la nave está asistido por Yakovlev OKB de Rusia. El L-15 es un rival directo para el Guizhou JL-9 de la empresa Guizhou Aircraft Industry Corporation (GAIC) Mountain Eagle en la competencia por el programa de avión de entrenamiento avanzado de nueva generación para la Fuerza Aérea del Ejército Popular de Liberación (PLAAF).
HAIG reveló un modelo a escala real de su avanzado L-15 (Avión de Entrenamiento Avanzado) en el Show Aéreo de Zhuhai 2004. El bimotor biplaza L-15 está equipado con tecnología de avanzada desarrollada en forma independiente por China, contando con vuelo Digital por cable fly-by-wire (FBW) de redundancia digital cuádruple, una moderna cabina de mando glass cockpit (con dos pantallas led para la cabecera de ambas cabinas independientes, delantera y posterior de la cabina de mando, para el piloto y copiloto; una pantalla adicional “head-up display”  HUD para el frente de la misma), y dispositivos de control de vuelo manual.
El campo de visión del piloto hacia abajo es de 18° para la cabina frontal, y 6° para la cabina posterior. Las prestaciones aerodinámicas de la aeronave están optimizadas por su diseño de largas extensiones de borde de ataque (leading edge extensions o LEX), que se extienden desde los motores hasta los costados de la cabina de mando, le dan un ángulo de ataque de 30°, muy útil cuando se trata de simular maniobras de aviones avanzados como el J-10 y el Shenyang J-11.
Denominado como JL-10 por la Fuerza Aérea del Ejército Popular de Liberación (PLAAF) el L-15 Falcon es su principal avión de entrenamiento avanzado. Este avión es el paso previo de formación y conversión para pasar a los mandos de aeronaves más complejas, como los J-11, J-16, y el caza de quinta generación J-20. Con la incorporación del JL-10 en la Academia de Vuelo de Shijiazhuang y en la Academia de Vuelo de Harbin se espera que el tiempo de entrenamiento se reducirá significativamente.
El primer L-15 prototipo (#03) fue mostrado al público en septiembre de 2005 y realizó, su primer vuelo de pruebas el 13 de marzo de 2006, pilotado por dos de los principales pilotos de pruebas del programa, el Senior Coronel Yang Yao (杨耀) y el Senior Coronel Zhang Jingting (张景亭). El 3.er piloto principal de pruebas del programa es el Senior Coronel Li Zhonghua (李中华). Actualmente, Hongdu está promocionando activamente la aeronave en el mercado doméstico chino e internacional. En abril de 2006, fue informado que la PLAAF realizó órdenes (pedidos) por 4 entrenadores L-15, y pequeños lotes de producción podrían comenzar a entregarse en el 2007.
Las primeras dos unidades (nº01 y nº02) llevan dos motores ZMKB-Progress Lotarev (DV-2), sin post combustión, por lo que no tienen capacidad de alcanzar velocidades supersónicas. La tercera unidad (nº03) está propulsada por un par de motores de una versión mejorada del DV-2, el DV-2F, con post combustión y capaz de alcanzar velocidades supersónicas. Se espera que las siguientes unidades lleven el turbopropulsor Ivchenko-Progress AI-222K-25F/Ucrania con post-combustión una vez que la licencia de coproducción sea obtenida por el 618 Institute. El motor Sich AI-222 tuvo algunos problemas cuando las relaciones entre Rusia y Ucrania se volvieron nulas en 2014, pero la empresa ucraniana sustituyó las piezas rusas. China firmó en 2021 un contrato para el suministro de 400 motores AI-332, por 800 millones de dólares.
Además el avión cuenta con un sistema de entrenamiento táctico integrado. Este es un sistema de planificación de misiones, en el que se pueden cargar los perfiles de las misiones y hacer un informe posterior. Gracias al enlace de datos los instructores en tierra puedan trabajar con los alumnos mientras estos pilotan el avión. Se mejoró el HUD con una pantalla más amplia.

## Componentes

### Electrónica
| Sistema                     | País | Fabricante | Notas                                               |
| --------------------------- | ---- | ---------- | --------------------------------------------------- |
| Sistema de control de vuelo |      |            | Cuádruple FBW digital. Bucle completamente cerrado. |

## Espectáculo Aéreo Internacional de Dubái
El 15 de noviembre, en el 11.er Espectáculo Aéreo Internacional de Dubái, el L-15 realizó una excelente exhibición de vuelo, siendo la primera vez que realizaba demostraciones de vuelo en el extranjero, y se convirtió en el único avión hasta ese momento en la historia de la industria de la aviación de China, en realizar ese tipo de exhibición.
A las 14:48 el hora local, dos pilotos de pruebas chinos el Sr. Yeung, y el Sr. Zou Jian-guo condujeron el avión de entrenamiento avanzado L-15, para luego acelerar el paso de despegue y comenzar a mostrar las prestaciones de este modelo de entrenador a los miles de visitantes de diferentes naciones y los medios de comunicación internacionales.

## Versión de ataque ligero
El avión es una versión mejorada de las plataformas anteriores, que presenta mejor propulsión mediante la instalación de dos motores con postcombustión AI-222-25F fabricados por la oficina de diseño de la empresa ucraniana Ivchenko-Progress. Las versiones previas del L-15 estaban propulsadas por los turbofáns ucranianos ZMKB Progress DV-2.
HAIC anunció en un comunicado que la primera aeronave L-15 de ataque sería mostrada al público el 15 de agosto de 2010, tras estar en producción y pruebas de vuelo por un periodo de 6 meses.
El nuevo turbofán AI-222-25F genera unos 4.200 kg de empuje en postcombustión, estos motores gemelos incrementan la velocidad del L-15 hasta Mach 1,6 superando a otros aviones de ataque ligeros, con lo cual compensan una de las carencias de capacidad que la industria china de defensa está tratando de cubrir mediante la ingeniería inversa, sistemas y los programas de investigación y desarrollo (I+D) autóctonos.
La industria de defensa china ha venido desarrollando motores turbofán para aviones de combate durante algunos años, pero hasta ahora no ha podido diseñar, desarrollar y producir en serie, un turbofán propio, que sea mucho más potente y suficientemente fiable.

## Exportaciones
El L-15 es atractivo por su capacidad de incorporar misiles antibuque, misiles aire-tierra y bombas guiadas por láser, todo a un precio competitivo.
- Existe interés de parte de Pakistán en adquirir esta aeronave para el entrenamiento de sus pilotos. De acuerdo a informaciones, Pakistán podría utilizar el reactor de entrenamiento para equipar una unidad de transición a aeronaves más avanzadas para sus pilotos, reduciendo eventualmente los tipos de entrenadores en su flota de cuatro a dos.
- Uruguay busca reemplazar sus A-37B, y ha mostrado cierto interés en adquirir 12 entrenadores avanzados de fabricación china L-15 o los Yak-130 de fabricación rusa.[7]

- Venezuela, posteriormente a la compra de los caza pesados Su-30MK2; decidió adquirir aviones de entrenamiento avanzado Hongdu L-15 Falcón, con los cuales pudiera obtener la misma capacitación y similares condiciones de cabina, mandos y otros, con los cuales brindará a sus futuros pilotos de combate, los medios de capacitación, aptos para poder abordar y desplegarse en los cazas citados. En el 2015 la ministra de la Defensa para ese entonces, Almirante Carmen Melendez y los representantes de la empresa china anunciaron la compra de 12 unidades con opción a 12 adicionales, en un acto donde le obsequiaron un modelo a escala del L-15. Según lo expresado por la ministra de Defensa de Venezuela, las 24 unidades adquiridas serían más que suficientes para equipar más de un escuadrón. Sin embargo, a septiembre de 2017 aún no se han recibido dichas aeronaves y no existe precisión alguna de su posible fecha de entrega.[8]

- En febrero de 2023, China firmó un acuerdo con Emiratos Árabes Unidos para la venta de aeronaves L-15 Falcon a la Fuerza Aérea de los Emiratos Árabes Unidos.[9] La cantidad de aeronaves que recibirá no ha sido revelada.

- En diciembre de 2024 Marruecos anunció la compra del L-15 para reemplazar sus Alphajet.

## Especificaciones

### Características generales
- Tripulación: 2 tripulantes: 1 piloto estudiante y 1 piloto instructor (modo de entrenador) o 1 piloto y 1 oficial para el control del sistema de armas
- Longitud: 12,27 m
- Envergadura: 9,48 m
- Altura: 4,81 m
- Peso vacío: 4.960 kg 6.500 kg
- Peso máximo al despegue: 9.500 kg
- Planta motriz: 2× turborreactores con post-combustión Ivchenko Progress/ AI-222K-25F.
  - Empuje normal: 24.7 kN de empuje cada uno.
  - Empuje con postquemador: 41,2  kN de empuje cada uno.

### Rendimiento
- Velocidad máxima operativa (Vno): 1,4 Mach; 1,6 versión de ataque ligero
- Alcance: 3100 km
- Alcance en combate: 550 km
- Techo de vuelo: 16.000 m

### Aviónica
- Radar AESA[10]

## Usuarios
- China: Cantidad no revelada.
- Zambia: Al menos 6 ejemplares adquiridos con entregas iniciadas a fines de 2015.
- Emiratos Árabes Unidos: Cantidad no revelada.[11]

### Aeronaves similares
- Yakovlev Yak-130
- Aermacchi M-346
- HAL HJT-36
- KAI T-50 Golden Eagle
- EADS Mako/HEAT